# Kalnîk, Muncaci
Kalnîk (în ucraineană Кальник) este localitatea de reședință a comunei Kalnîk din raionul Muncaci, regiunea Transcarpatia, Ucraina.

## Demografie
Componența lingvistică a localității Kalnîk
     Ucraineană (99,31%)
     Alte limbi (0,57%)
Conform recensământului din 2001, majoritatea populației localității Kalnîk era vorbitoare de ucraineană (99,31%), existând în minoritate și vorbitori de alte limbi.